# Израиль на Сурдлимпийских играх
Израиль участвует в летних Сурдлимпийских играх с Игр 1957 года. В зимних Сурдлимпийских играх Израиль на настоящее время участия не принимал ни разу.

## Медальный зачёт

### Медали летних Сурдлимпийских игр
| Год  | Золото | Серебро | Бронза | Всего |
| 1993 | 0      | 0       | 1      | 1     |
| 2022 | 0      | 0       | 1      | 1     |